# 단음계
단음계(短音階, minor scale) 또는 에올리안(Aeolian)은 음계의 하나로 자연 음계에서 제 2~3음과 5~6음이 반음인 온음계이다. 다음은 가단조의 자연단음계를 나타낸 것이다.
크게 자연 단음계(natural minor scale), 화성 단음계(harmonic minor scale), 가락 단음계(melodic minor scale)로 나뉜다.
이 단음계를 사용하는 조성을 '단조 (minor key)'라고 한다.

## 종류
자연 단음계는 제2음과 제3음 사이, 제5음과 제6음 사이에 반음을 가지며 그 밖에는 온음으로 되는 7음의 음계를 말한다. 그리고 장음계와 마찬가지로 음계의 Ⅰ을 으뜸음, Ⅳ를 버금딸림음, Ⅴ를 딸림음이라고 한다. Ⅶ은 임시표에 의해서 반음 높아진다. (으뜸음과 단2도의 관계에 있을 때만 이끎음이라고 한다.)
화성 단음계는 자연 단음계의 Ⅶ을 임시표로 반음 높여서 이끎음으로 한 것이다. 주로 화성에서 쓰이므로 이렇게 부른다. 화성 단음계의 Ⅵ과 Ⅶ(이끎음)은 증2도, Ⅶ과 Ⅰ(이끎음과 으뜸음)은 단2도로 되고, 다른 음계 각 음의 음정관계는 자연단음계와 같다.
가락 단음계는 자연 단음계의 제6음과 제7음을 올라갈 때에는 반음씩 올리고, 내려갈 때에는 자연단음계의 형태를 갖는 것이다. 이것은 화성단음계에서 제6음과 제7음의 사이가 증2도이므로 가락으로서는 자연스럽지 않기 때문에 제6음도 반음을 높이고, 또 올라갈 때에는 마침(終止)의 느낌을 얻기 위해서 제7음과 제8음 사이를 반음으로 할 필요가 있어 생겼다. 아래로 내려갈 때에는 그렇게 할 필요가 없으므로 자연단음계를 그대로 쓴다.
브라우저에서 소리 재생을 지원하지 않습니다. 오디오 파일을 다운로드할 수 있습니다.
브라우저에서 소리 재생을 지원하지 않습니다. 오디오 파일을 다운로드할 수 있습니다.
브라우저에서 소리 재생을 지원하지 않습니다. 오디오 파일을 다운로드할 수 있습니다.

### 오도권

원 안의 수는 어떠한 조표의 내림표, 올림표의 개수를 나타낸다. 조표가 없는 가단조(A minor)에서 시작하여, 내림표계 조성은 반시계방향으로, 올림표계 조성은 시계방향으로 진행된다. 이 원의 배치에서 이명동조 관계를 볼 수 있다.

오도권(The circle of fifths)은 요한 다비트 하이니헨이 1728년에 최초로 그의 책 Der General-bass에서 도입했으며, 조성들 사이의 상대적인 음정의 거리를 설명하기 위한 수단으로 사용되어 왔다.

## 조표
조표란 음계에 해당하는 모든 음표 앞에 (임시표 형태의) 내림표나 올림표를 써서 복잡해질 수 있는 상황에 사용되며, 내림표와 올림표의 쓰임에 따라 각각의 단음계가 구성된다. 조표가 바뀌거나 다른 변화표의 효력을 받지 않는 한 임시표와는 달리 마디와 옥타브에 관계없이 항상 적용된다.

### 올림표 관련 조표
조표에는 기본적으로 F♯ C♯ G♯ D♯ A♯ E♯ B♯처럼 올림표 7개까지 구성될 수 있다. 이와 관련한 단조의 으뜸음은 마지막에 붙은 올림표의 음보다 바로 온음 아래이다. 예를 들어, 나단조의 조표에는 F♯과 C♯이 있으며 C♯의 온음 아래에 B가 으뜸음이 된다.
올림표가 3개 이상인 경우 바로 마지막에서 세 번째 올림표의 음이 바로 단조의 으뜸음이 된다. 예를 들어 3개의 올림표로 구성된 조표에서는 F♯이 으뜸음이 되고, 이는 올림바단조가 되며 4개의 올림표로 구성된 조표에서는 C♯이 으뜸음이 되어 올림다단조가 된다. 마지막 올림표가 붙은 음에서 온음 아래의 음이 마지막에서 3번째 올림표의 음이다.
| 올림표의 개수 | 조표                                               | 조성       |
| ------------- | -------------------------------------------------- | ---------- |
| 0             | { \omit Score.TimeSignature s^"" }                 | 가단조     |
| 1             | { \omit Score.TimeSignature \key g \major s^"" }   | 마단조     |
| 2             | { \omit Score.TimeSignature \key d \major s^"" }   | 나단조     |
| 3             | { \omit Score.TimeSignature \key a \major s^"" }   | 올림바단조 |
| 4             | { \omit Score.TimeSignature \key e \major s^"" }   | 올림다단조 |
| 5             | { \omit Score.TimeSignature \key b \major s^"" }   | 올림사단조 |
| 6             | { \omit Score.TimeSignature \key fis \major s^"" } | 올림라단조 |
| 7             | { \omit Score.TimeSignature \key cis \major s^"" } | 올림가단조 |

### 내림표 관련 조표
조표에는 기본적으로 B♭ E♭ A♭ D♭ G♭ C♭ F♭처럼 내림표 7개까지로 구성될 수 있다. 이와 관련한 단조의 으뜸음은 마지막에 붙은 내림표의 음보다 장3도 위이다. 예를 들어, 사단조 (G단조)의 조표에는 B♭과 E♭이 있으며 E♭의 장3도 위에 G가 으뜸음이 된다.
| 내림표의 개수 | 조표                                               | 단조       |
| ------------- | -------------------------------------------------- | ---------- |
| 0             | { \omit Score.TimeSignature s^"" }                 | 가단조     |
| 1             | { \omit Score.TimeSignature \key d \minor s^"" }   | 라단조     |
| 2             | { \omit Score.TimeSignature \key g \minor s^"" }   | 사단조     |
| 3             | { \omit Score.TimeSignature \key c \minor s^"" }   | 다단조     |
| 4             | { \omit Score.TimeSignature \key f \minor s^"" }   | 바단조     |
| 5             | { \omit Score.TimeSignature \key bes \minor s^"" } | 내림나단조 |
| 6             | { \omit Score.TimeSignature \key es \minor s^"" }  | 내림마단조 |
| 7             | { \omit Score.TimeSignature \key aes \minor s^"" } | 내림가단조 |

### 이명동조
위의 조표의 조성 중에서 조성의 이름은 서로 다르나 동일한 음을 내어 서로 음이 겹치는 조성이 있다. 이러한 두 조성의 관계를 이명동조 관계라고 한다. 예를 들어 조표에 전체적으로 총 5개의 내림표가 있는 단조는 총 7개의 올림표가 있는 단조와 서로 음이 겹치며 이명동조가 된다.
그리고 총 6개의 내림표가 있는 단조는 총 6개의 올림표가 있는 단조와, 총 7개의 내림표가 있는 조성은 총 5개의 올림표가 있는 단조와 서로 이명동조가 된다.
즉, 다음과 같다.
| 기준          | 기준       | 이명동조   | 이명동조      |
| 내림표의 개수 | 단조       | 단조       | 올림표의 개수 |
| ------------- | ---------- | ---------- | ------------- |
| 5             | 내림나단조 | 올림가단조 | 7             |
| 6             | 내림마단조 | 올림라단조 | 6             |
| 7             | 내림가단조 | 올림사단조 | 5             |

| 기준          | 기준       | 이명동조   | 이명동조      |
| 올림표의 개수 | 단조       | 단조       | 내림표의 개수 |
| ------------- | ---------- | ---------- | ------------- |
| 5             | 올림사단조 | 내림가단조 | 7             |
| 6             | 올림라단조 | 내림마단조 | 6             |
| 7             | 올림가단조 | 내림나단조 | 5             |

## 다른 표기법과 사용
영문 표기 시, 단음계 조성의 이름을 축약어로 표현 시 해당 으뜸음 이름의 로마자를 소문자로 표기하여 으뜸음 이름만 표기하기도 한다. 가령 가단조의 영문 표기 시 'A minor'는  줄여서 'a'라고 쓰기도 한다. 예를 들어, 장음계 조성의 이름을 축약어로 표현 시 해당 으뜸음 이름의 로마자를 대문자로 표기하여 으뜸음 이름만 표기하기도 하듯이 말이다. 이 경우, 가령 다장조의 영문 표기시 'C major'를 줄여서 'C'라고 쓰는 것을 쓰는 것을 예로 들 수 있다.

## 같이 보기
- 장음계